# Noburō Ōfuji
Noburō Ōfuji (大藤信郎, Noburō Ōfuji, Tokyo, 1er juin 1900 – 28 juillet 1961), de son vrai nom Shinshichirō Ōfuji, est un réalisateur d’animes japonais. Il est considéré comme l’un des pionniers de l’animation japonaise et un des premiers animateurs japonais reconnus en Occident, ayant initié l’usage de nouvelles techniques comme le son synchronisé et les silhouettes de couleurs, nommées chiyogami. Noburō Ōfuji prône un cinéma adulte, n’hésitant pas à aborder des thèmes mythologiques, tragiques, nationalistes… De nos jours, le prix Noburō Ōfuji récompense chaque année les meilleurs films animés du Japon.

## Biographie
Noburō Ōfuji naît à Tokyo (quartier d’Asakusa) le 1er juin 1900, septième d’une famille de huit enfants. Sa mère meurt en 1907 et il est alors élevé par sa sœur aînée, Yae ; c’est d’ailleurs elle qui gère et finance ses films, qu’il réalise généralement seul avec sa nièce. Noburō Ōfuji devient à dix-huit ans assistant de Jun'ichi Kōchi, un pionnier de l’animation japonaise. En 1924, après le grand séisme de 1923 de Kantō, son film Le Petit Banc sous le cerisier en fleur (Hanamizake, aujourd’hui perdu) pose les premières fondations d’une production japonaise de films d’animation. Puis, il crée en 1925 son studio, Jiyū eiga kenkyujo, avec lequel il innove dans les techniques d’animation, notamment en faisant usage de silhouettes de papier transparent (animation de silhouettes). Ce travail est particulièrement remarqué pour son film Baguda-jō no tōzoku (Le Voleur du château de Bagdad, 1926), adaptation libre du film américain Le Voleur de Bagdad. Après le succès de Baguda-jō no tōzoku, il renomme en 1927 son studio Chiyogami Eiga-sha et réalise la première version de son œuvre emblématique, La Baleine (Kujira). Ce film rencontre un large succès et est exporté en France et en URSS. En 1938, deux ans avant la guerre, il est contraint de réaliser un film de propagande militariste intitulé L’As de l’aviation (Sora no arawashi). Après la guerre, Noburō Ōfuji acquiert une renommée très importante dans le domaine de l’animation, y compris à l’étranger. Sa réadaptation avec du papier cellophane en couleur de La Baleine (Kujira) lui vaut en 1953 une sélection au Festival de Cannes, et Le Vaisseau fantôme (Yūreisen) est présenté à la Mostra de Venise en 1956,.
Noburō Ōfuji s’éteint en 1961 alors qu'il travaillait à une adaptation du célèbre Conte du coupeur de bambou (Kaguya-hime), après une production pléthorique de plus de cinquante œuvres. Depuis 1962, un prix prestigieux portant son nom récompense chaque année les meilleurs animes : le prix Noburō Ōfuji, décerné par le Mainichi Shinbun ; il avait en effet fait part de ce vœu à sa sœur Yae, qui l’exauce à sa mort. Il reçoit d'ailleurs le Prix spécial du film Mainichi la même année.

## Le cinéma de Noburō Ōfuji
Les innovations de Noburō Ōfuji ont beaucoup influencé les débuts de l’animation au Japon. S’inspirant des silhouettes de papier découpé de Lotte Reiniger, il met notamment au point l’usage de chiyogami, sorte de papier parfois transparent et coloré qu’il éclairait d’en-dessous. La Baleine (1927, réadapté en couleur en 1952) et Le Vaisseau fantôme (1956) restent ses chefs-d’œuvre artistiques. Ces morceaux de papier étaient ornés de motifs d’estampe, s’inspirant selon Gaëlle Pelachaud de la technique de l’ukiyo-e,. L’idée de Noburō Ōfuji était avant tout de rechercher une forme d’animation de goût japonais ; il écrit lui-même que « les belles couleurs du chiyogami contiennent l’élégance unique du Japon traditionnel »,. Il expérimente aussi le premier l’apport du son dans l’animation japonaise, d’abord dans La Baleine puis surtout dans La Danse des chats noirs (Kuroneko nyago, 1931), où il synchronise ses chats animés sur une musique de jazz. Dans les années 1930, il emploie aussi selon les films la méthode d’animation plus classique des celluloïds.
Visuellement, Noburō Ōfuji emploie un large éventail de techniques cinématographiques (tangible dès son remake du film hollywoodien Le Voleur de Bagdad) : gros plans, mouvements de caméra, profondeur de champ, intertitres… Son trait se caractérise souvent par de longues silhouettes en ombres chinoises avec de grandes mains et un mouvement perpétuel (si besoin en boucle).
Noburō Ōfuji se démarque par son approche « austère » du cinéma qu’il juge destiné à des adultes. Il s’intéresse ainsi aux pratiques sociales et culturelles du Japon, à la mythologie, au folklore, et même à l’érotisme. Ce cinéma qu’il veut dramatique évoque dans La Baleine la tension, la peur et la cruauté à travers l’affrontement entre les naufragés pour une femme. Baguda-jō no tōzoku, un de ses premiers films en 1926, est très imprégné du nationalisme de l’époque, notamment de la recherche d'un cinéma d'essence japonaise et non occidentale. Dans la même veine, son studio Jiyū eiga kenkyujo reprend la philosophie du ministère de l’Éducation qui tenait le cinéma pour un moyen de transmettre les codes et les valeurs aux enfants. Il réalise en particulier plusieurs petits films pour enfants en chanson, dont La Danse des chats noirs (1929), Fête villageoise (1930) et Chanson de printemps (1931). Durant sa carrière, il s’intéresse de plus en plus aux thèmes bouddhistes (l’homme, la nature, la mort…). Il réalise d’ailleurs en 1948 un anime sur le Bouddha historique, présenté au Festival de Cannes, mais qu'il complète seulement en 1961. Toutefois, ses films pouvaient aussi puiser très franchement dans la fantaisie et l’insolite du folklore japonais, tel Le Trésor marin (1947) à la mise en scène parfois burlesque, aussi bien que dans le bestiaire et les légendes de fantômes.

## Filmographie
En tant que réalisateur
- 1924 : Noroma no oyaji (のろまの親爺?)
- 1924 : Kemurigusa monogatari (煙り草物語?, litt. « Une Histoire de tabac »)[17]
- 1924 : Hanamizake (花見酒?, litt. « Le Petit Banc sous le cerisier en fleur »)
- 1926 : Baguda-jō no tōzoku (馬具田城の盗賊?, litt. « Le Voleur du château de Bagdad »)[18]
- 1926 : Kirigami zaiku Saiyūki : Songoku monogatari (西遊記孫悟空物語?)[19]
- 1927 : Yaji-Kita jigoku gokuraku (弥次喜多地獄極楽?)
- 1927 : Mikan-bune (みかん船?)[20]
- 1927 : Kujira (鯨?, litt. « La Baleine »)
- 1928 : Kirinuki urashima (きりぬき浦島?)
- 1928 : Hoshi (星?, litt. « L’Étoile »)
- 1928 : Chinsetsu Yoshida goten (珍説吉田御殿?)
- 1929 : Usotsuki-jō
- 1929 : Kogane no hana (こがねの花?)[21]
- 1930 : Osekisho (お席所?)[22]
- 1930 : Komainu no me
- 1930 : Jidō shōka eiga : Muramatsuri (村祭?, litt. « Fête villageoise »)
- 1931 : Musashiyama to Asashio no chin-zumô
- 1931 : Kuroneko nyago (黒ニャゴ?, litt. « La Danse des chats noirs »)
- 1931 : Kokoro no chikara (心の力?)[23]
- 1931 : Haru no uta (春の唄?, litt. « Chanson de printemps »)[24]
- 1931 : Kokka : kimigayo (国歌 君が代?, litt. « L’Hymne national : Kimi ga yo »)[25]
- 1933 : Numa no taisho (沼の大将?)
- 1933 : Kaeru san-yūshi (蛙三勇士?)[26]
- 1934 : Tengu taiji (天狗退治?)
- 1934 : San-ba no chō
- 1934 : Saiyuki
- 1936 : Chinkoroheibei tamatebako (ちんころ平々玉手箱?, litt. « Chinkoroheibei et le coffre au trésor »)
- 1936 : Dosei
- 1937 : Katsura hime
- 1937 : Dango no yukue
- 1937 : Shikisaimanga no dekirumade (色彩漫画の出來る迄?, litt. « La Fabrication d'un film d'animation en couleurs ») co-réalisé avec Shigeji Ogino (documentaire sur la réalisation de Katsura hime)[27]
- 1938 : Yakko no Takohei : Otomo wa tsuyoi ne
- 1938 : Warae yamaotoko
- 1938 : Sora no arawashi (空の荒鷲?, litt. « L’As de l’aviation »)
- 1939 : Umi no arawashi (海の荒鷲?, litt. « L’As des mers »)
- 1941 : Kodomo to kōsaku
- 1943 : Mare-oki kaisen (マレー沖海戦?, litt. « La Bataille de la mer de Malaisie »)
- 1946 : Kumo no itō (蜘蛛の糸?, litt. « Le fil de l’araignée »)
- 1947 : Yuki no yo no yume (雪の夜の夢?, litt. « Rêves d’une nuit enneigée »)
- 1948 : Shaka (釈迦?, « Shaka » étant le nom japonais du Bouddha historique)
- 1948 : Kuma ni kuwarenu otoko (熊に喰われぬ男?)
- 1949 : Taisei shakuson: Zenpen (大聖釈尊 前編?)
- 1951 : Seisho genso-fu : Adam to Eve
- 1952 : Le Grand Bouddha (大聖釈尊 後編, Taisei shakuson: Kōhen?)[28]
- 1952 : Dangobei torimonochō hirake goma no maki (団子兵衛捕物帖 開け―ごまの巻?)
- 1952 : La Baleine (鯨, Kujira?), réadaptation du film de 1927
- 1954 : Hana to chō (花と蝶?, litt. « Fleurs et papillons »)
- 1955 : Kojiki sho: Amano iwato-biraki no maki
- 1956 : Kojiki monogatari dai nihen : Yamatano-orochi taiji
- 1956 : Yūreisen (幽霊船?, litt. « Le Vaisseau fantôme »)
- 1957 : Kojiki monogatari : Okuni no mikoto to inaba no usagi
- 1958 : Kojiki monogatari : Tenson korin no maki
- 1959 : Kojiki monogatari : Koson-ke no mittsuno takara
- 1961 : Shaka no shogai (釈迦の生涯?), version complétée du Shaka de 1948

Sources : IMDb et Japanese Animation Filmography Project

## Distinctions

### Récompenses
- 1956 : Yūreisen obtient une mention lors de la Mostra de Venise[7]
- 1962 : prix spécial du film Mainichi[31]

### Sélections
- Le Grand Bouddha (大聖釈尊, Taisei shakuson?) est sélectionné en compétition dans la catégorie courts métrages au festival de Cannes 1952[28].
- La Baleine (鯨, Kujira?) est sélectionné en compétition dans la catégorie courts métrages au festival de Cannes 1953[6].